# プライマリ・ケア

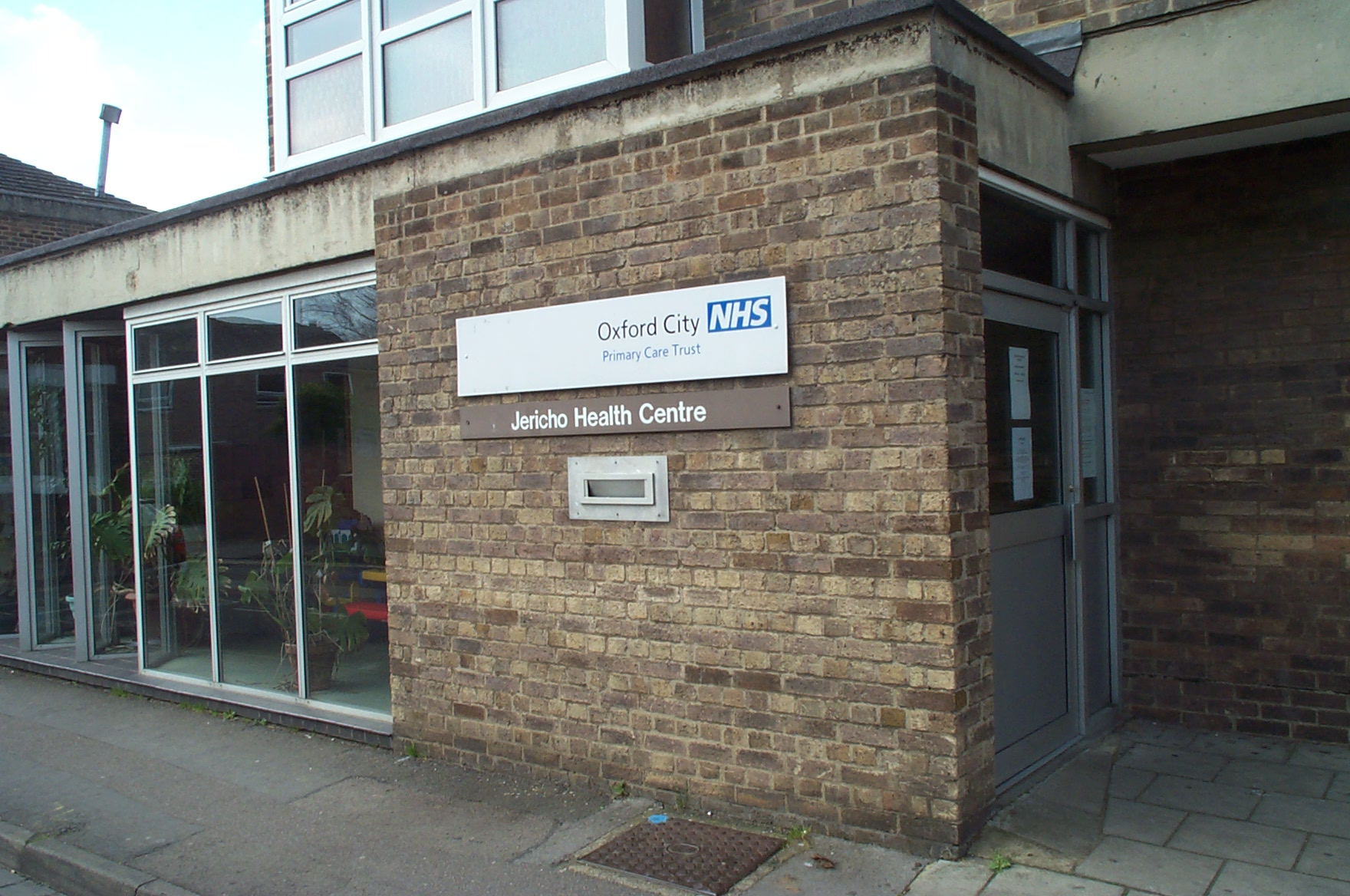
英国では地域保健センターがプライマリケアを提供する

プライマリ・ケア（英: Primary care）は、プライマリ・ヘルス・ケアの一部とされる。患者の心身を総合的に診て、初期段階での健康状態の把握や一時的な救急処置、日常的にみられる病気や軽度の外傷の治療、訪問診療などを行い、特殊な症例については、専門医に紹介する役割を担うことである。また、非医療的な機会が患者の症状の改善に有効と診断される場合は社会的処方として医療従事者が患者を地域のリンクワーカーへ紹介するケースもプライマリ・ケアの一部として重要視されてきている。
プライマリ・ケアはすべての臨床医に必要な能力とされるが、なかでもこれを専門に担う医師は、各専門診療科別の専門医（スペシャリスト）と区別して、総合診療医（ジェネラリスト）と呼ばれる。「家庭医療」、「General Practitioner（GP）」、「総合医」、「総合内科医」などがこの範疇に入る。
また総合医は役割として、外来診療や在宅医療を中心とする家庭医と病院内での総合的な診療を行う病院総合診療医（ホスピタリスト；総合内科医）に分けられる。

## 定義
米国科学アカデミーの医学部門による1996年の定義では「プライマリ・ケアとは、患者の抱える問題の大部分に対処でき、かつ継続的なパートナーシップを築き、家族及び地域という枠組みの中で責任を持って診療する臨床医によって提供される、総合性と受診のしやすさを特徴とするヘルスケアサービスである」とされている。
世界保健機構（WHO）はプライマリ・ケアを「ケアやゲートキーパー以上の役目であり、最初の第一線としてアクセスされ、継続的・統合的に調合されたケアを提供する保健制度の中心的な役割である。必要とされた際の第一線コンサルタントであり、短期の疾病に限らず個人の長期的な保健状態を診る」と定義している。国民のあらゆる健康上の問題、疾病に対し、総合的・継続的、そして全人的に対応する地域の保健医療福祉機能を指す。直ちに生命の危険がない新規患者を診察し、患者の長期的な健康状態をサポートし、必要な患者は病院に紹介するサービスである。

## 各国の制度
英国における総合診療医（GP）は、医学部卒業後に4～5年のGP専門研修を受けた医師のことを指す。GPの専門研修には救急医学、小児科学、精神医学が含まれ、3～4年間を病院で、残り1年間をコミュニティで行われる。
米国における家庭医療は、最低3年間のレジデンシー・トレーニングによって専門医認定されるスペシャリティである。このスペシャリティは米国において伝統的な一般内科と並ぶ、general practiceを志向するスペシャリティと考えられる。
アイルランドにおいては、政府配下のHealth Service Executive(HSE)によって運営される保健センターが担っている。

### 日本
日本では欧米とは異なり長年プライマリ・ケア医としてのスペシャリティは存在せず、開業医や一般病院の外来などで、一般の内科医、小児科医などによって提供されてきた。 しかしながら日本は、高齢者は複数の疾患を抱え、かつ財政的な理由により長期入院や過剰な医療機関受診を削減する必要に迫られているため、プライマリ・ケア制度の改善が求められている。
近年、日本プライマリ・ケア学会が認定する「プライマリ・ケア専門医」、日本家庭医療学会が認定する「家庭医療専門医」などの資格が発足したが、ジェネラリストとしての専門性が統一されていない。プライマリ・ケア関連の３学会（日本総合診療医学会、日本プライマリ・ケア学会、日本家庭医療学会）が合同でジェネラリストの専門資格について検討していたが、2010年に上記3学会が合併し、主に一般医・家庭医を中心とした一般社団法人日本プライマリ・ケア連合学会と、同時に病院総合医を中心とする日本病院総合診療医学会が発足した。
2017年に日本専門医機構による総合診療専門医が発足する。

#### 医師臨床研修制度
平成16年4月から、診療に従事しようとする医師は医師臨床研修制度のもとで2年間の臨床研修を受ける義務がある（医師法第16条の2）。 医師臨床研修制度では、プライマリ・ケアの基本的診療能力（態度・技能・知識）の修得をその目標に据えている。

臨床研修は、医師が、医師としての人格をかん養し、将来専門とする分野にかかわらず、医学及び医療の果たすべき社会的役割を認識しつつ、一般的な診療において頻繁に関わる負傷又は疾病に適切に対応できるよう、プライマリ・ケアの基本的な診療能力（態度・技能・知識）を身に付けることのできるものでなければならない。 
—厚生労働省 医師法第16条の2第1項に規定する臨床研修に関する省令 第2条
具体的には、内科および救急医療は必須、加えて外科、麻酔科、小児科、産婦人科、精神科のうちから2科を選択する必要がある。また、1ヶ月以上の地域医療研修が必須である。

## 関連事項
- プライマリ・ヘルス・ケア
- 総合診療医 / 家庭医療 / 在宅医療
- チーム医療
- ヘルスプロモーション